# Atletismo nos Jogos Olímpicos de Verão de 2024 - 800 m masculino

Vídeo Oficial

A competição dos 800 metros masculino do atletismo nos Jogos Olímpicos de Verão de 2024 ocorreu entre 7 e 10 de agosto de 2024 no Stade de France, em Paris.
A medalha de ouro ficou com o atleta queniano Emmanuel Wanyonyi (1min41s19). A prata ficou com Marco Arop, velocista canadense nascido no Sudão (1min41s20). O argelino Djamel Sedjati cruzou na terceira posição, garantindo a medalha de bronze (1min41s50).

## Resumo
Nenhum dos medalhistas dessa prova em Tóquio competiu em Paris. Dessa forma, dentre os principais nomes da prova podemos citar o atleta queniano Emmanuel Korir, campeão mundial em 2022 e prata em 2023. Outro nome forte da prova era o canadense Marco Arop, o campeão mundial de 2023 e medalhista de bronze no mundial de 2022. O medalhista de prata de 2023, o argelino Djamel Sedjati, também iria participar desta competição, assim como o britânico Ben Pattison, terceiro colocado em 2023. Vale notar que em julho de 2024, Djamel Sedjati havia vencido o Meeting de Paris com o tempo de 1min41s56, seguido de perto por Emmanuel Korir com 1min41s58 e pelo francês Gabriel Tual com 1min41s61, primeira competição na história em que três atletas correram para abaixo de 1min42s. Em 12 de julho, no evento Herculis 2024, Djamel Sedjati melhorou sua marca ao correr em 1min41s46, com Mohamed Attaoui em segundo com 1min42s04.
As baterias da primeira rodada foram vencidas por Eliott Crestan (à frente de Marco Arop), Gabriel Tual, Emmanuel Wanyonyi, Djamel Sedjati, Ben Pattison e Mohamed Attaoui. Na primeira semifinal, o vencedor foi Djamel Sedjati, seguido de Tshepiso Masalela, garantindo suas vagas na final. Já na semifinal seguinte, Marco Arop e Gabriel Tual avançaram de fase. A última semifinal foi a mais forte, com Emmanuel Wanyonyi cruzando em primeiro e Bryce Hoppel em segundo. O terceiro e o quarto colocado dessa bateria, Max Burgin e Mohamed Attaoui, foram classificados para a final por terem o melhor tempo entre os que não ficaram entre os dois primeiros de sua bateria.
A final começou com Max Burgin por dentro, liderando a prova  nos primeiros 100 metros. Logo depois, Emmanuel Wanyonyi assumiu a liderança, com Gabriel Tual em segundo. A disputa entre esses dois atletas se manteve até a última curva, quando na reta final Marco Arop ultrapassou Tual e começou a brigar pela primeira posição com Wanyonyi. Enquanto isso, Bryce Hoppel ganhava a posição de Gabriel Tual, mas Djamel Sedjati passaria os dois por fora para assumir o terceiro lugar. No final, Emmanuel Wanyonyi cruzou a linha chegada em primeiro com o tempo de 1min41s19, seu melhor tempo pessoal, apenas 1 centésimo mais rápido do que Marco Arop, que com 1min41s20 quebrou o recorde da América do Norte, Central e Caribe. A medalha de bronze ficou com Djamel Sedjati, com o tempo de 1min41s50. O norte-americano Bryce Hoppel chegou em quarto com a marca 1min41s67, quebrando o recorde nacional. Gabriel Tual acabou chegando em sexto após ser ultrapassado por Mohamed Attaoui no final. O sétimo lugar ficou com o atleta de Botswana Tshepiso Masalela, que fez sua melhor marca com 1min42s82. Mais atrás, Max Burgin fechou na última posição.
Na final, Emmanuel Wanyonyi fez o quinto melhor tempo da história e tornou-se o campeão mais jovem dessa prova, com 20 anos. Além disso, essa foi o quinta vez consecutiva que um queniano ganhou a medalha de ouro dos 800 m nas Olimpíadas, que venceram com Wilfred Bungei (2008), David Rudisha (2012, 2016) e Emmanuel Korir (2021).

## Histórico
Os 800 metros masculino estão presentes no programa de atletismo olímpico desde a edição inaugural em 1896.
| Tipo                | Atleta               | Tempo   | Local                | Data                |
| ------------------- | -------------------- | ------- | -------------------- | ------------------- |
| Recorde mundial     | David Rudisha (KEN)  | 1:40.91 | Londres, Reino Unido | 9 de agosto de 2012 |
| Recorde olímpico    | David Rudisha (KEN)  | 1:40.91 | Londres, Reino Unido | 9 de agosto de 2012 |
| Melhor marca do ano | Djamel Sedjati (ALG) | 1:41.46 | Fontvieille, Mônaco  | 12 de julho de 2024 |

| Área                               | Atleta                 | Tempo   |
| ---------------------------------- | ---------------------- | ------- |
| África                             | David Rudisha (KEN)    | 1:40.91 |
| Ásia                               | Yusuf Saad Kamel (BHR) | 1:42.79 |
| Europa                             | Wilson Kipketer (DEN)  | 1:41.11 |
| América do Norte, Central e Caribe | Donavan Brazier (USA)  | 1:42.34 |
| Oceania                            | Joseph Deng (AUS)      | 1:43.99 |
| América do Sul                     | Joaquim Cruz (BRA)     | 1:41.77 |

## Qualificação
Para o evento masculino dos 800 metros, o período de qualificação foi entre os dias 1 de julho de 2023 e 30 de junho de 2024. Até 48 atletas poderiam se classificar para essa prova, com um máximo de três atletas por país. O atleta poderia se qualificar para os Jogos Olímpicos caso atingisse o índice olímpico de 1min44s70 ou através do Ranking Mundial de Atletismo.

## Resultados

### Primeira rodada
As baterias da primeira rodada foram realizadas em 7 de agosto, começando às 11h55 (UTC+2). Os primeiros de cada bateriam (Q) avançam para a semifinal, e todos os outros iriam para repescagem (exceto DNS, DNF, DQ).

#### Bateria 1
| Pos.   | Atleta                  | CON                          | Tempo   | Notas           |
| ------ | ----------------------- | ---------------------------- | ------- | --------------- |
| 1      | Eliott Crestan          | BEL Bélgica                  | 1:45.51 | Q               |
| 2      | Marco Arop              | CAN Canadá                   | 1:45.74 | Q               |
| 3      | Peyton Craig            | AUS Austrália                | 1:45.81 | Q               |
| 4      | Handal Roban            | VIN São Vicente e Granadinas | 1:46.00 |                 |
| 5      | Abdelati El Guesse      | MAR Marrocos                 | 1:46.91 |                 |
| 6      | Tumo Nkape              | BOT Botsuana                 | 1:46.99 |                 |
| 7      | Abubaker Haydar Abdalla | QAT Catar                    | 1:48.42 |                 |
| 8      | James Preston           | NZL Nova Zelândia            | 1:48.50 |                 |
| 9      | Abraham Guem            | SSD Sudão do Sul             | 1:48.74 | Recorde pessoal |
| Fonte: |                         |                              |         |                 |

#### Bateria 2
| Pos.   | Atleta              | CON           | Tempo   | Notas |
| ------ | ------------------- | ------------- | ------- | ----- |
| 1      | Gabriel Tual        | FRA França    | 1:45.13 | Q     |
| 2      | Mark English        | IRL Irlanda   | 1:45.15 | Q     |
| 3      | Tshepiso Masalela   | BOT Botsuana  | 1:45.58 | Q     |
| 4      | Jakub Dudycha       | CZE Chéquia   | 1:45.62 |       |
| 5      | Koitatoi Kidali     | KEN Quênia    | 1:45.84 |       |
| 6      | Edose Ibadin        | NGR Nigéria   | 1:46.56 |       |
| 7      | Mohamed Ali Gouaned | ALG Argélia   | 1:47.34 |       |
| 8      | Ali Idow Hassan     | SOM Somália   | 1:48.72 |       |
| 9      | Mohammed Dwedar     | PLE Palestina | 1:54.83 |       |
| Fonte: |                     |               |         |       |

#### Bateria 3
| Pos.   | Atleta            | CON                | Tempo   | Notas            |
| ------ | ----------------- | ------------------ | ------- | ---------------- |
| 1      | Emmanuel Wanyonyi | KEN Quênia         | 1:44.64 | Q                |
| 2      | Catalin Tecuceanu | ITA Itália         | 1:44.80 | Q                |
| 3      | Andreas Kramer    | SWE Suécia         | 1:44.93 | Q                |
| 4      | Adrián Ben        | ESP Espanha        | 1:45.03 |                  |
| 5      | Ryan Clarke       | NED Países Baixos  | 1:45.56 |                  |
| 6      | Joseph Deng       | AUS Austrália      | 1:45.87 |                  |
| 7      | Tibo De Smet      | BEL Bélgica        | 1:46.03 |                  |
| 8      | Brandon Miller    | USA Estados Unidos | 1:46.34 |                  |
| 9      | Yervand Mkrtchyan | ARM Armênia        | 1:49.91 | Recorde nacional |
| Fonte: |                   |                    |         |                  |

#### Bateria 4
| Pos.   | Atleta              | CON                               | Tempo   | Notas |
| ------ | ------------------- | --------------------------------- | ------- | ----- |
| 1      | Djamel Sedjati      | ALG Argélia                       | 1:45.84 | Q     |
| 2      | Elliot Giles        | GBR Grã-Bretanha                  | 1:45.93 | Q     |
| 3      | Hobbs Kessler       | USA Estados Unidos                | 1:46.15 | Q     |
| 4      | Simone Barontini    | ITA Itália                        | 1:46.33 |       |
| 5      | Elvin Josué Canales | ESP Espanha                       | 1:46.48 |       |
| 6      | Pieter Sisk         | BEL Bélgica                       | 1:46.60 |       |
| 7      | Peter Bol           | AUS Austrália                     | 1:47.50 |       |
| 8      | Dennick Luke        | DMA Dominica                      | 1:47.54 |       |
| 9      | Musa Suliman        | EOR Equipe Olímpica de Refugiados | 1:49.61 |       |
| Fonte: |                     |                                   |         |       |

#### Bateria 5
| Pos.   | Atleta             | CON               | Tempo   | Notas |
| ------ | ------------------ | ----------------- | ------- | ----- |
| 1      | Ben Pattison       | GBR Grã-Bretanha  | 1:45.56 | Q     |
| 2      | Edmund Du Plessis  | RSA África do Sul | 1:45.73 | Q     |
| 3      | Wyclife Kinyamal   | KEN Quênia        | 1:45.86 | Q     |
| 4      | Benjamin Robert    | FRA França        | 1:45.92 |       |
| 5      | Navasky Anderson   | JAM Jamaica       | 1:46.82 |       |
| 6      | Tobias Grønstad    | NOR Noruega       | 1:46.85 |       |
| 7      | Mateusz Borkowski  | POL Polônia       | 1:47.50 |       |
| 8      | José Antonio Maita | VEN Venezuela     | 1:48.02 |       |
| 9      | Chhun Bunthorn     | CAM Camboja       | 1:53.31 |       |
| Fonte: |                    |                   |         |       |

#### Bateria 6
| Pos.   | Atleta               | CON                | Tempo   | Notas |
| ------ | -------------------- | ------------------ | ------- | ----- |
| 1      | Mohamed Attaoui      | ESP Espanha        | 1.44.81 | Q     |
| 2      | Bryce Hoppel         | USA Estados Unidos | 1:45.24 | Q     |
| 3      | Max Burgin           | GBR Grã-Bretanha   | 1:45.36 | Q     |
| 4      | Corentin Le Clezio   | FRA França         | 1:45.42 |       |
| 5      | Jesús Tonatiú López  | MEX México         | 1:45.82 |       |
| 6      | Tom Dradriga         | UGA Uganda         | 1:46.05 |       |
| 7      | Kethobogile Haingura | BOT Botsuana       | 1:46.46 |       |
| 8      | Slimane Moula        | ALG Argélia        | 1:46.71 |       |
| Fonte: |                      |                    |         |       |

### Repescagem
A repescagem ocorreu em 8 de agosto, começando às 12h00 (UTC+2).

#### Bateria 1
| Pos.   | Atleta               | CON           | Tempo   | Notas            |
| ------ | -------------------- | ------------- | ------- | ---------------- |
| 1      | Kethobogile Haingura | BOT Botsuana  | 1:45.52 | Q                |
| 2      | Slimane Moula        | ALG Argélia   | 1:45.67 |                  |
| 3      | Corentin Le Clezio   | FRA França    | 1:45.72 |                  |
| 4      | Peter Bol            | AUS Austrália | 1:46.12 |                  |
| 5      | Tom Dradriga         | UGA Uganda    | 1:46.15 |                  |
| 6      | Dennick Luke         | DMA Dominica  | 1:46.81 | Recorde nacional |
| 7      | Edose Ibadin         | NGR Nigéria   | 1:49.09 |                  |
| 8      | Chhun Bunthorn       | CAM Camboja   | 1:53.42 |                  |
|        | Abdelati El Guesse   | MAR Marrocos  | DNS     |                  |
| Fonte: |                      |               |         |                  |

#### Bateria 2
| Pos.   | Atleta              | CON                               | Tempo   | Notas |
| ------ | ------------------- | --------------------------------- | ------- | ----- |
| 1      | Jesús Tonatiú López | MEX México                        | 1:45.13 | Q     |
| 2      | Adrián Ben          | ESP Espanha                       | 1:45.37 |       |
| 3      | Pieter Sisk         | BEL Bélgica                       | 1:45.49 |       |
| 4      | Handal Roban        | VIN São Vicente e Granadinas      | 1:45.80 |       |
| 5      | Navasky Anderson    | JAM Jamaica                       | 1:46.01 |       |
| 6      | Koitatoi Kidali     | KEN Quênia                        | 1:46.37 |       |
| 7      | Jakub Dudycha       | CZE Chéquia                       | 1:49.94 |       |
| 8      | Yervand Mkrtchyan   | ARM Armênia                       | 1:50.07 |       |
| 9      | Musa Suliman        | EOR Equipe Olímpica de Refugiados | 1:50.11 |       |
| Fonte: |                     |                                   |         |       |

#### Bateria 3
| Pos.   | Atleta                  | CON               | Tempo   | Notas |
| ------ | ----------------------- | ----------------- | ------- | ----- |
| 1      | Simone Barontini        | ITA Itália        | 1:45.56 | Q     |
| 2      | Benjamin Robert         | FRA França        | 1:45.83 |       |
| 3      | José Antonio Maita      | VEN Venezuela     | 1:46.44 |       |
| 4      | Tibo De Smet            | BEL Bélgica       | 1:46.59 |       |
| 5      | Joseph Deng             | AUS Austrália     | 1:48.58 |       |
| 6      | James Preston           | NZL Nova Zelândia | 1:50.53 |       |
|        | Abubaker Haydar Abdalla | QAT Catar         | DNS     |       |
|        | Ali Idow Hassan         | SOM Somália       | DNS     |       |
| Fonte: |                         |                   |         |       |

#### Bateria 4
| Pos.   | Atleta              | CON                | Tempo   | Notas           |
| ------ | ------------------- | ------------------ | ------- | --------------- |
| 1      | Brandon Miller      | USA Estados Unidos | 1:44.21 | Q               |
| 2      | Mohamed Ali Gouaned | ALG Argélia        | 1:44.37 | q, =            |
| 3      | Tobias Grønstad     | NOR Noruega        | 1:44.57 | q,              |
| 4      | Elvin Josué Canales | ESP Espanha        | 1:44.65 |                 |
| 5      | Ryan Clarke         | NED Países Baixos  | 1:44.70 | Recorde pessoal |
| 6      | Mateusz Borkowski   | POL Polônia        | 1:45.27 | Recorde pessoal |
| 7      | Tumo Nkape          | BOT Botsuana       | 1:45.57 |                 |
| 8      | Abraham Guem        | SSD Sudão do Sul   | 1:49.45 |                 |
| 9      | Mohammed Dwedar     | PLE Palestina      | 1:54.83 |                 |
| Fonte: |                     |                    |         |                 |

### Semifinais
As semifinais foram realizadas em 9 de agosto, começando às 11h30 (UTC+2).

#### Semifinal 1
| Pos.   | Atleta              | CON                | Tempo   | Notas                |
| ------ | ------------------- | ------------------ | ------- | -------------------- |
| 1      | Djamel Sedjati      | ALG Argélia        | 1:45.08 | Q                    |
| 2      | Tshepiso Masalela   | BOT Botsuana       | 1:45.33 | Q                    |
| 3      | Catalin Tecuceanu   | ITA Itália         | 1:45.38 |                      |
| 4      | Ben Pattison        | GBR Grã-Bretanha   | 1:45.57 | Recorde da temporada |
| 5      | Brandon Miller      | USA Estados Unidos | 1:45.79 |                      |
| 6      | Mark English        | IRL Irlanda        | 1:45.97 |                      |
| 7      | Andreas Kramer      | SWE Suécia         | 1:46.73 |                      |
| 8      | Jesús Tonatiú López | MEX México         | 1:50.38 |                      |
| Fonte: |                     |                    |         |                      |

#### Semifinal 2
| Pos.   | Atleta              | CON                | Tempo   | Notas |
| ------ | ------------------- | ------------------ | ------- | ----- |
| 1      | Marco Arop          | CAN Canadá         | 1:45.05 | Q     |
| 2      | Gabriel Tual        | FRA França         | 1:45.16 | Q     |
| 3      | Wyclife Kinyamal    | KEN Quênia         | 1:45.29 |       |
| 4      | Edmund du Plessis   | RSA África do Sul  | 1:45.34 |       |
| 5      | Elliot Giles        | GBR Grã-Bretanha   | 1:45.46 |       |
| 6      | Hobbs Kessler       | USA Estados Unidos | 1:46.20 |       |
| 7      | Tobias Grønstad     | NOR Noruega        | 1:46.37 |       |
| 8      | Mohamed Ali Gouaned | ALG Argélia        | 1:46.52 |       |
| Fonte: |                     |                    |         |       |

#### Semifinal 3
| Pos.   | Atleta               | CON                | Tempo   | Notas           |
| ------ | -------------------- | ------------------ | ------- | --------------- |
| 1      | Emmanuel Wanyonyi    | KEN Quênia         | 1:43.32 | Q               |
| 2      | Bryce Hoppel         | USA Estados Unidos | 1:43.41 | Q               |
| 3      | Max Burgin           | GBR Grã-Bretanha   | 1:43.50 | q,              |
| 4      | Mohamed Attaoui      | ESP Espanha        | 1:43.69 | q               |
| 5      | Eliott Crestan       | BEL Bélgica        | 1:43.72 |                 |
| 6      | Peyton Craig         | AUS Austrália      | 1:44.11 | Recorde pessoal |
| 7      | Kethobogile Haingura | BOT Botsuana       | 1:44.95 |                 |
| 8      | Simone Barontini     | ITA Itália         | 1:46.17 |                 |
| Fonte: |                      |                    |         |                 |

### Final
A final foi realizada em 10 de agosto, começando às 19h15 (UTC+2).
| Pos.   | Atleta            | CON                | Tempo   | Notas              |
| ------ | ----------------- | ------------------ | ------- | ------------------ |
| 1      | Emmanuel Wanyonyi | KEN Quênia         | 1:41.19 | Recorde pessoal    |
| 2      | Marco Arop        | CAN Canadá         | 1:41.20 | Recorde da América |
| 3      | Djamel Sedjati    | ALG Argélia        | 1:41.50 |                    |
| 4      | Bryce Hoppel      | USA Estados Unidos | 1:41.67 | Recorde nacional   |
| 5      | Mohamed Attaoui   | ESP Espanha        | 1:42.08 |                    |
| 6      | Gabriel Tual      | FRA França         | 1:42.14 |                    |
| 7      | Tshepiso Masalela | BOT Botsuana       | 1:42.82 | Recorde pessoal    |
| 8      | Max Burgin        | GBR Grã-Bretanha   | 1:43.84 |                    |
| Fonte: |                   |                    |         |                    |

Legenda
| Recorde mundial      | Recorde mundial (World record)               |                       | Recorde africano                      | Recorde africano (African) |                                           | Q | Classificado por posição (Qualified) |
| Recorde olímpico     | Recorde olímpico (Olympic record)            | Recorde da América    | Recorde da América (Americas)         | q                          | Classificado por melhor tempo (Qualified) |   |                                      |
| Melhor marca do ano  | Melhor marca do ano (World leading)          | Recorde asiático      | Recorde asiático (Asian)              | DNS                        | Não largou (Did not start)                |   |                                      |
| Recorde nacional     | Recorde nacional (National record)           | Recorde europeu       | Recorde europeu (European)            | DNF                        | Não terminou (Did not finish)             |   |                                      |
| Recorde pessoal      | Recorde pessoal do atleta (Personal best)    | Recorde da Oceania    | Recorde da Oceania (Oceania)          | DSQ / DQ                   | Desclassificado (Disqualified)            |   |                                      |
| Recorde da temporada | Recorde da temporada do atleta (Season best) | Recorde sul-americano | Recorde sul-americano (South America) | NM                         | Sem marca (No mark)                       |   |                                      |